# Sven Yngve Persson
Sven Yngve Persson, född 1960, är en svensk politiker (moderat). Han var riksdagsledamot 2006–2010 (statsrådsersättare oktober–november 2006, därefter ordinarie ledamot), invald för Skåne läns västra valkrets.

## Biografi
Persson är till yrket lantbrukare. Han har tidigare varit kommunalråd i Bjuvs kommun.[källa behövs]

### Riksdagsledamot
Han kandiderade i riksdagsvalet 2006 och blev ersättare. Persson tjänstgjorde som statsrådsersättare för Cristina Husmark Pehrsson 6 oktober–9 november 2006. Han utsågs till ny ordinarie riksdagsledamot från och med 9 november 2006 sedan Peter Danielsson avsagt sig uppdraget för att bli kommunstyrelsens ordförande i Helsingborg[källa behövs].
I riksdagen var Persson suppleant i arbetsmarknadsutskottet och miljö- och jordbruksutskottet.